# Drama fra Riddertiden
Drama fra Riddertiden er en dansk stumfilm fra 1907 produceret af Nordisk Films Kompagni og instrueret af Viggo Larsen.

## Handling
En ung adelsmand ankommer til Frederiksborg Slot, hvor en borgherre bor med sin unge, smukke datter. Den fremmede og datteren bliver straks forelskede i hinanden til stor harme for hendes forlovede. Syg af jalousi udspionerer han det elskende par og øjner pludselig muligheden for at skille sig af med sin rival en gang for alle.

## Medvirkende
- Viggo Larsen
- Clara Nebelong
- Gustav Lund